# Österrikes damlandslag i ishockey
Österrikes damlandslag i ishockey representerar Österrike i ishockey för damer.
Den 31 mars 2001 spelade Österrike sin första damlandskamp i ishockey, och förlorade med 1-4 mot Ungern i Villach. Laget rankades 19:e i världen 2008.